# Adam Máligov
Adam Ubáisovich Máligov –en ruso, Адам Увайсович Малигов– (6 de mayo de 1993) es un deportista ruso que compite en halterofilia. Ganó dos medallas en el Campeonato Europeo de Halterofilia, oro en 2017 y plata en 2014.

## Palmarés internacional
| Campeonato Europeo | Campeonato Europeo | Campeonato Europeo | Campeonato Europeo |
| Año                | Lugar              | Medalla            | Categoría          |
| ------------------ | ------------------ | ------------------ | ------------------ |
| 2014               | Tel Aviv (Israel)  | Medalla de plata   | 85 kg              |
| 2017               | Split (Croacia)    | Medalla de oro     | 94 kg              |